# Beryl Korot
Beryl Korot, née le 17 septembre 1945 à New York (États-Unis), est une artiste contemporaine américaine explorant le champ de la vidéo.

## Biographie
Initialement dessinatrice et peintre, Beryl Korot s'est orientée au début des années 1970 vers l'exploration vidéo, notamment en abordant l'utilisation de projections multicanaux pour la projection de ses œuvres qu'elle présente alors à The Kitchen en 1975, à la galerie Leo Castelli en 1977, à la Dokumenta 6, et au Whitney Museum en 1980. Elle fut également fondatrice avec Phyllis Gershuny et éditrice de la revue Radical Software.
Elle est notamment connue pour ses vidéos illustrant les créations de son mari, Steve Reich qu'elle a rencontré en 1974 et épousé en 1976, le compositeur de musique minimaliste avec lequel elle développe de nouvelles approches d'opéra et de théâtre musical.

## Œuvres principales
- 1973 : Invision ; Lost Lascaux Bull ; Dishes ; Berlin Bees
- 1974 : Dachau 1974
- 1976 : Text and Commentary
- 1990 : Sarai, Abram’s Wife
- 1993 : The Cave (opéra) en collaboration avec Steve Reich
- 2002 : Three Tales  en collaboration avec Steve Reich
- 2008 : Florence
- 2009 : Etty
- 2012 : Weaver's Notation - Variations 1 and 2